# Simon Litzell
Simon Litzell (ur. 11 lutego 1997) – szwedzki lekkoatleta specjalizujący się w rzucie oszczepem.
Odpadł w eliminacjach rozgrywanych w 2013 roku w Doniecku mistrzostw świata juniorów młodszych. Wicemistrz Europy juniorów z Eskilstuny (2015). Bez powodzenia startował na mistrzostwach świata U20 w 2016.
Medalista mistrzostw Szwecji oraz mistrzostw krajów nordyckich. Reprezentant kraju w meczach międzypaństwowych. 
Rekord życiowy: 78,73 (23 maja 2015, Bålsta). 

## Osiągnięcia
| Rok  | Impreza                               | Miejsce    | Pozycja           | Wynik         |
| ---- | ------------------------------------- | ---------- | ----------------- | ------------- |
| 2013 | Mistrzostwa świata juniorów młodszych | Donieck    | el. – 15. miejsce | 69,53 (700 g) |
| 2015 | Mistrzostwa Europy juniorów           | Eskilstuna | 2. miejsce        | 78,34         |
| 2016 | Mistrzostwa świata U20                | Bydgoszcz  | el. – 17. miejsce | 71,05         |